# فوسفات أحادي الصوديوم
فوسفات أحادي الصوديوم مركب كيميائي له الصيغة NaH2PO4، ويكون على شكل بلورات عديمة اللون، وهو ملح أحادي الصوديوم لحمض الفوسفوريك. يستخدم كملين.

## التحضير
يحضر المركب من تفاعل تعادل مضبوط بين حمض الفوسفوريك وهيدروكسيد الصوديوم:
{\displaystyle \mathrm {NaOH\ +\ H_{3}PO_{4}\longrightarrow \ NaH_{2}PO_{4}\ +\ H_{2}O} }
ويحصل غالباً على الشكل ثنائي الهيدرات بإجراء عملية بَلْوَرة على البارد في وسط من الماء والإيثانول.

## الخواص
يوجد المركب في الشروط القياسية على شكل صلب بلوري أبيض، وهو ذو انحلالية جيدة في الماء، ولمحاليله صفة قاعدية ضعيفة.
يؤدي تسخين المركب إلى درجات حرارة تقارب 170 °س إلى تحوله إلى بيروفوسفات ثنائي الصوديوم
{\displaystyle {\ce {2NaH2PO4 -> Na2H2P2O7 + H2O}}}

## الاستخدامات
يدخل فوسفات أحادي الصوديوم في عدد من التطبيقات، مثل استخدامه في الصناعات الغذائية وفي معالجة المياه، وذلك غالباً من أجل ضبط pH الوسط.

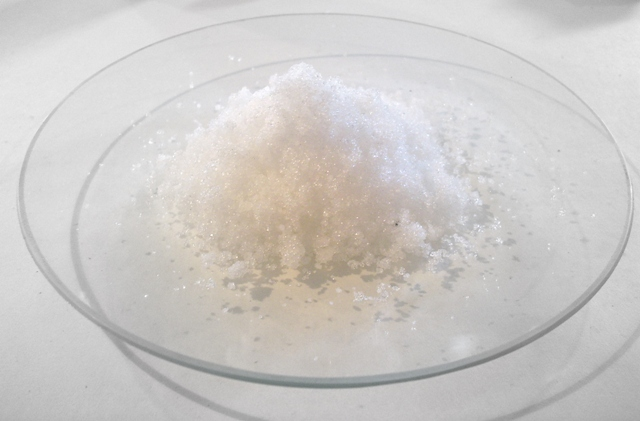
عينة من فوسفات أحادي الصوديوم